# Friedrich Johann Karl Becke
Friedrich Johann Karl Becke (31. prosinec 1855 Praha – 18. červen 1931 Vídeň) byl rakouský geolog a mineralog narozený v Čechách.

## Život
Narodil se v Praze, na Malém náměstí na Starém Městě. Jeho otec byl majitelem Univerzitního knižního obchodu. Vystudoval Malostranské gymnázium a poté geologii na Vídeňské univerzitě (1874). Zde ho vedl Gustav Tschermak, rovněž český rodák, a nakonec, roku 1878, ho učinil i svým asistentem. Roku 1882 byl jmenován profesorem na univerzitě v Černovicích, které tehdy byly součástí Rakousko-Uherska (dnes Ukrajina). V roce 1890 tuto pozici získal na německé části univerzity v Praze. V roce 1899 se však vrátil do Vídně, kde krom výuky na univerzitě po svém učiteli Tschermakovi též převzal vedení časopisu Mineralogische und Petrographische Mittheilungen.

## Vědecká práce
K nejoceňovanějším jeho pracím patřil výzkum metamorfních hornin, hlavně minerálních společenstev závislých na tlakových a teplotních podmínkách v době jejich vzniku, přičemž vypracoval komplexní koncept metamorfních zón. Přitom rozpoznal vztah minerálního složení a struktury krystalických břidlic. Byl prvním geologem, který považoval eklogit za vysokotlakou formu gabra. K identifikaci minerálů využíval jako první krystalovou optiku. Určil závislost světelné linky na indexu lomu - hovoří se o tzv. Beckeho lince. V oblasti studia magmatických hornin rozlišil vulkanity atlantické (alkalické) od pacifických (vápenato-alkalických), a to i s využitím studia hornin v Českém středohoří.